# Dorcadion carinatum
Dorcadion carinatum es una especie de escarabajo longicornio de la subfamilia Lamiinae. Fue descrita científicamente por Pallas en 1771.
Se distribuye por Kazajistán, Rusia y Ucrania. Mide 17-25 milímetros de longitud. El período de vuelo ocurre en los meses de abril, mayo, junio y julio.